# Babice (Olomouc)
Babice é uma comuna checa localizada na região de Olomouc, distrito de Olomouc.